# ليلاند جينسن
كان ليلاند جينسن (22 أغسطس 1914 – 6 أغسطس 1996) زعيم طائفة صغيرة تدعى البهائيين بموجب أحكام العهد (BUPC). كان ليلاند في الأصل عضوًا في التيار الرئيسي للدين البهائي حتى طُرد في عام 1960 لدعمه محاولة ماسون ريمي للانشقاق. وفي وقت لاحق، غادر مجموعة ريمي بسبب الصراعات الداخلية وبدأ في التدريس بأنه سيعيد تأسيس الإيمان البهائي بعد المحرقة النووية، التي توقع حدوثها في عام 1980. في ذروتها، كان لحركته ما بين 150 إلى 200 من المتابعين، معظمهم في مونتانا، لكن حجمها انخفض بشكل كبير بحلول عام 1990 وما بعده.
حظي ليلاند وأتباعه باهتمام وسائل الإعلام الوطنية لالتزامهم بنبوءته بشأن الفناء النووي في 29 أبريل 1980. قاموا ببناء ملاجئ للحماية من الإشعاعات النووية، وتوزيع المنشورات، وحثوا الآخرين على الانتباه للتحذيرات. وبسبب طبيعة النبوءة الفاشلة "الواضحة بشكل مؤلم"، فقد أصبحت دراسة حالة في التنافر المعرفي.

## خلفية
كان ليلاند من الجيل الثالث من البهائيين من جهة والدته. حصل هو وزوجته أوبال على درجة الدكتوراه في الطب الطبيعي، وأصبحا طبيبين متخصصين في تقويم العمود الفقري. التحقوا بمدرسة الأطباء الذين لا يتناولون الأدوية وتخرجوا منها في عام 1944. كانت أوبال هي المتفوقة وتخرج ليلاند بامتياز (مع مرتبة الشرف).
وبعد تخرجهم، وبعد ممارسة المهنة لفترة من الوقت، انتقلوا إلى سانت لويس. في عام 1953 أطلق شوقي أفندي حملة العشر سنوات، والتي كانت تهدف إلى إيصال رسالة بهاء الله إلى العالم أجمع. ترك ليلاند وزوجته ممارستهما وذهبا إلى جزيرتين صغيرتين في المحيط الهندي قبالة سواحل مدغشقر. كانت الجزيرة الأولى هي جزيرة ريونيون الفرنسية، التي مارست الكاثوليكية كدين للدولة. ثم بقي في موريشيوس ستة أشهر. وكان ليلاند وزوجته أول البهائيين الذين زاروا هذه الجزر، ولذلك حصلوا على لقب فرسان بهاء الله. حصل أكثر من 200 بهائي على اللقب بعد انتقالهم إلى المناطق التي حددها شوقي أفندي. توفيت زوجته أوبال في عام 1990.

### ماسون ريمي
عندما توفي شوقي أفندي في عام 1957 لم يكن هناك معينون مؤهلون يستوفون الشروط المطلوبة للخلافة، وتوفي دون أن يعين خليفة له. كان ماسون ريمي من بين أيادي القضية التسعة الذين أُنتخبوا كسلطة مؤقتة حتى انتخاب أول بيت عدل عالمي في عام 1963. ومع ذلك، في عام 1960 أعلن ريمي نفسه خليفة لشوقي أفندي، وتوقع ولاء البهائيين في العالم. وبعد ذلك، أعلن ريمي بالإجماع أنه منتهك للعهد من قبل الأيدي وطُرد. وكان ليلاند من بين حوالي 100 من مؤيدي ريمي.
في عام 1963 أسس ماسون ريمي الجمعية الوطنية في الولايات المتحدة، والتي حُلت في عام 1966. كان ليلاند جينسن من بين الأعضاء المنتخبين في عام 1963، وفي عام 1964 ترك المجموعة أثناء فترة من النزاعات بين الأعضاء وانتقل إلى ميسولا، مونتانا مع زوجته حيث افتتحا عيادة للعلاج بتقويم العمود الفقري.

### سجن
في عام 1969، أُدين بارتكاب "فعل فاحش ومخل" لاعتداءه الجنسي على مريضة تبلغ من العمر 15 عامًا، وقضى أربع سنوات من عقوبته التي استمرت عشرين عامًا في سجن ولاية مونتانا.
كان ليلاند في السجن حيث ادعى أنه تلقى وحيًا، وحول عدة عشرات من السجناء إلى فكرته عن كونه "مؤسس" الدين البهائي، نابعًا من اعتقاده بأن إدارة الدين قد فُسدت، وأن الله اختاره لإعادة تأسيس الإدارة.
لقد جنّد العديد من الأتباع في السجن. بعد إطلاق سراحه المشروط في عام 1973 وقبل وفاة ريمي، شكل ليلاند مجموعة تسمى البهائيين بموجب أحكام العهد. بحلول عام 1979، كانت نبوءته المروعة تحظى بتغطية صحفية وطنية وكان قد اجتذب أتباعًا في وايومنغ وكولورادو وأركنساس.

## نبوءات غير مؤكدة
بين عامي 1979 و1995، قدم ليلاند ورفيقه نيل تشيس عشرين تنبؤاً محدداً تتمحور حول الهجمات النووية والكوارث العالمية وبعض الكوارث الأصغر حجماً. حدد ليلاند بنفسه اثنين من التواريخ، بينما حدد نيل الـ 18 الأخرى. بين عامي 1980 و1996، شارك أربعة باحثين في أنشطة جماعية، بل وبقوا ليلًا في ثلاثة ملاجئ تابعة لجامعة بيتسبرغ في عام 1980.

### المحرقة النووية
بدأ ليلاند التدريس منذ عام 1971 بأن العالم سوف يتم تطهيره من الشر في عام 1980 من خلال محرقة نووية. في عام 1979، بعد حوالي 6 سنوات من إطلاق سراحه من السجن، بدأ ليلاند في تعليم أتباعه أنه في 29 أبريل 1980، ستؤدي محرقة نووية إلى مقتل ثلث سكان العالم، وأنه على مدى العشرين عامًا التالية، سيدمر الكوكب حتى عام 2000 عندما تتأسس "مملكة الله" وسيتبع ذلك ألف عام من السلام. في الليلة المشؤومة، قاد ليلاند مجموعة من المتابعين إلى ملاجئ الحماية من الإشعاعات النووية في ميسولا، مونتانا.
وقد أدى رفض النبوءة إلى خسارة ليلاند للعديد من أتباعه، وكان رده أنه كان على حق طوال الوقت. على مدى السنوات التالية، استخدم ليلاند عدة أنواع من التفسيرات، كما لاحظ الباحث روبرت بالش،
1. لقد تحققت النبوءة روحيا وليس جسديا.
2. لقد تحققت النبوءة جسديًا، ولكن ليس بالطريقة المتوقعة.
3. أُلغي الموعد بسبب خطأ في التقدير.
4. كان التاريخ بمثابة تنبؤ وليس نبوءة.
5. وكان لدى القادة مسؤولية أخلاقية تتمثل في تحذير الجمهور على الرغم من عدم اليقين بشأن التاريخ.
6. لقد أعطى الله العالم مهلة.
7. وكان هذا التوقع بمثابة اختبار لإيمان الأعضاء.

كان أتباع ليلاند قد قدموا التزامات جوهرية للنبوءة، فقاموا ببناء الملاجئ، وكتابة الرسائل إلى الوكالات الحكومية والصحف، وتوزيع الآلاف من المنشورات التي تحث زملاءهم في ميسول على بناء ملاجئ للحماية من الإشعاعات النووية. بالنسبة لهم كان عدم التأكيد "واضحًا بشكل مؤلم"، واستخدمهم الباحثون كدراسة حالة في التنافر المعرفي.
وعندما سأله مراسل وكالة يونايتد برس إنترناشونال ليلاند، لم يعرب عن قلقه من أن هذا التوقع قد لا يتحقق، قائلاً: "سوف تحدث محرقة نووية في يوم من الأيام".

### مذنب هالي
بعد حدث عام 1980، قدم ليلاند فكرة أن الضيقة التي استمرت سبع سنوات بدأت في تاريخ تنبؤه بكارثة نووية، وبالتالي التزم بحدث آخر يحدث في نفس التاريخ في عام 1987. في عام 1985 تنبأ بأن مذنب هالي سيدخل مدار الأرض في 29 أبريل 1986، وسيصطدم بالأرض بعد عام واحد بالضبط. في العام المؤقت، علم أن المذنب سوف يتفكك، ويضرب الأرض بالحطام، وينتج زلازل ضخمة. لقد أشعلت النبوءة الجديدة حماسة أتباعه، الذين أصبحوا متحمسين للفكرة الجديدة.
وعلى النقيض من التنبؤ الأول، فإن أتباعه هذه المرة لم يقدموا سوى القليل من الالتزامات تجاه النبوءة وبدأوا في تقديم التنازلات حتى قبل حدث عام 1986. عندما اجتمع الأعضاء في الليلة التي سبقت الموعد المفترض لدخول المذنب إلى مدار الأرض، لم يذكر أحد المذنب. قال ليلاند في وقت لاحق أن الزلازل الضخمة حدثت نتيجة "زلزال روحي" عندما انشق عنه أحد أتباعه المهمين وتركه.

### نيل تشيس
وبموافقة ليلاند، قام تلميذه نيل تشيس في أوائل تسعينيات القرن العشرين بتقديم ما مجموعه 18 تنبؤًا تتعلق بكوارث صغيرة النطاق والتي ادعى أنها ستؤدي خطوة بخطوة إلى نهاية العالم، بالإضافة إلى تواريخ الهجوم النووي على مدينة نيويورك. وقد استند في هذه التنبؤات على النبوءات التوراتية أو الهوبي، أو الاقترانات الكوكبية، أو الأحلام، أو نوستراداموس. لاحظ روبرت أن نيل استجاب للنبوءات الثماني عشرة التي رفضها بعدد من "استراتيجيات حفظ ماء الوجه"، بما في ذلك التمييز بين التنبؤ والنبوءة، والادعاء بالخطأ في التقدير، والإعفاء، واختبارات الإيمان. أعلن نيل لاحقًا "لم نرتكب أي خطأ"، وأن لديهم "سجلًا حافلًا بالنجاحات بنسبة 100%!"

## حجم وديموغرافية البهائيين بموجب أحكام العهد
كان عدد أتباع ليلاند يبلغ نحو 150 شخصًا حتى عام 1980، ولكن عددهم انخفض بعد نبوءة عدم التأكيد، حيث رفض جميع المؤمنين تقريبًا خارج مونتانا في النهاية تعاليم ليلاند. بحلول عام 1990 كان عدد أتباع هذه الحركة أقل من 100، واستمر الانشقاق في التسعينيات وما بعدها. في عام 1994 أظهرت قائمة هواتف العضوية 66 عضوًا في ميسولا، مونتانا، وأقل من 20 عضوًا في ولايات أخرى. أدى نزاع على القيادة في الفترة من 2001 إلى 2005 إلى انقسام الأعضاء القلائل المتبقين. تركز معظم أتباع هذه الحركة في ولاية مونتانا.
لاحظ أحد الباحثين بجامعة مونتانا أنه منذ عام 1980، لم يتجاوز عدد أعضاء BUPC 200 عضو على مستوى البلاد. خلال استطلاع رأي عبر الهاتف أجراه باحث من جامعة هارفارد، ادعى أحد ممثلي المجتمع أن هناك 30 عضوًا في المقر الرئيسي في ميسولا، مونتانا في عام 2003، بالإضافة إلى بعض الأعضاء في دنفر وألاسكا.

## الموت والإرث
اعتبر ليلاند نفسه يستعيد القيادة البهائية الشرعية، والتي كان يعتقد أنها انتقلت إلى ابن ريمي المتبنى بيبي ريمي. أنكر بيبي هذا الادعاء، ورفض الارتباط بمجموعة ليلاند، وتوفي في عام 1994 بينما كان ليلاند لا يزال على قيد الحياة.
اقترب ليلاند من سن الشيخوخة مع نبوءات غير مؤكدة، وعضوية متناقصة، ودون وصي يمكن التحدث عنه. بدأ ليلاند في التلميح إلى أن نيل تشيس قد يكون الوصي التالي قبل وفاته في عام 1996.

### نزاع القيادة
في عام 1991، عيّن ليلاند 12 عضوًا في المجلس البهائي الدولي الثاني (sIBC)، على غرار المجلس البهائي الدولي الذي أنشأه شوقي أفندي، وسجله ليلاند في عام 1993 كشركة غير ربحية في مونتانا.

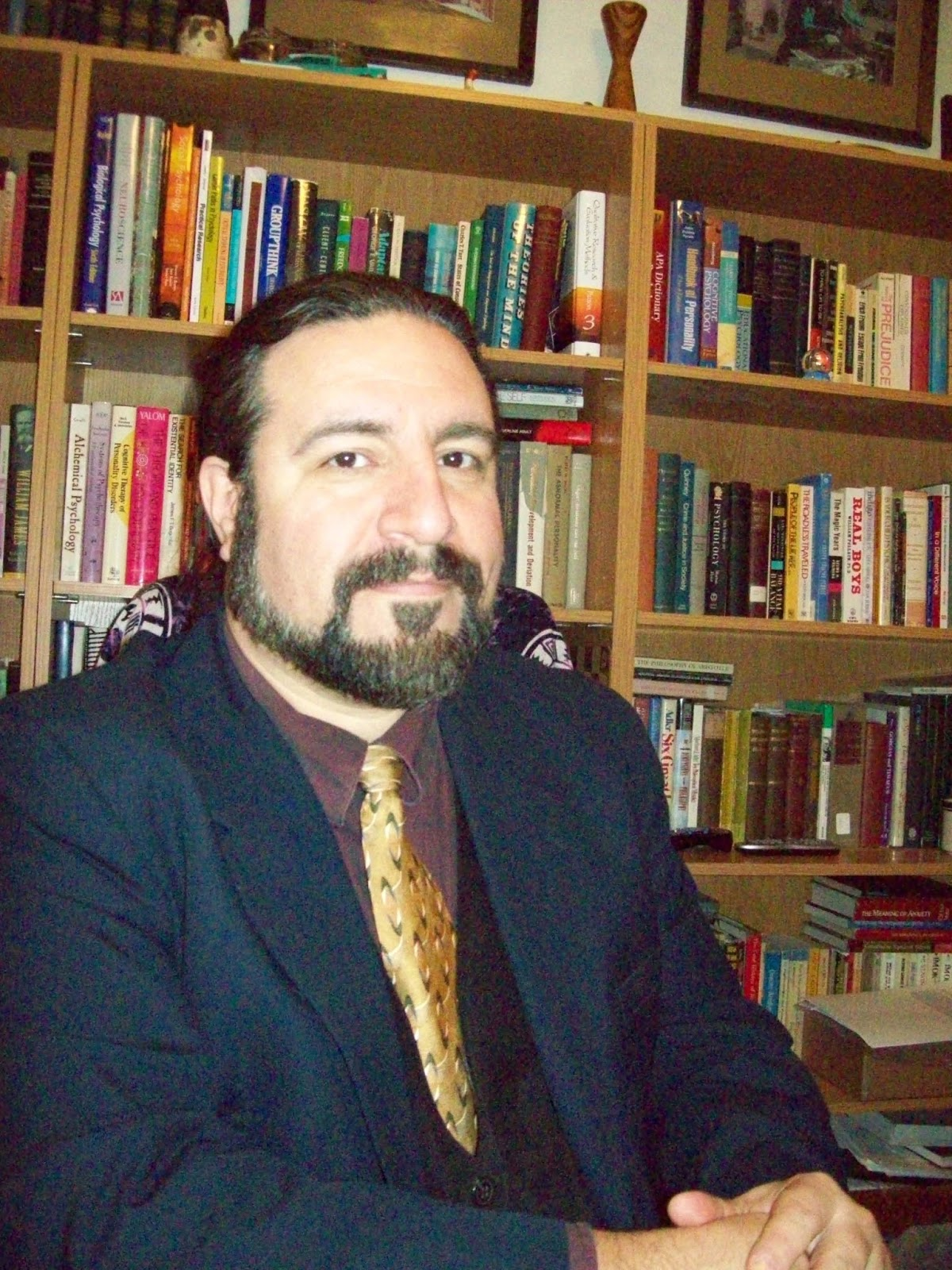
يعتبر نيل تشيس (الذي يظهر هنا في عام 2017) نفسه زعيمًا لـ BUPC ولكن هذا الدور محل نزاع من قبل معظم أعضاء sIBC مما أدى إلى قضية في المحكمة.

في عام 2001، ادعى نيل تشيس أنه تُبني سراً من قبل بيبي وأنه كان الوصي والوريث الشرعي لأموال المجلس وممتلكاته. استجاب أمين صندوق المجلس بإعلان نيل تشيس منتهكًا للعهد، وادعى نيل لاحقًا أن الفشل في الاعتراف به باعتباره الوصي كان بمثابة انتهاك للعهد.
في 26 أبريل 2002، قدم أغلبية أعضاء مجلس الأعمال والبنية التحتية في جنوب إفريقيا شكوى، سعياً للحصول على أمر بمنح نيل تعويضات، بما في ذلك الفائدة وأتعاب المحاماة؛ وأمر قضائي يمنع نيل من تمثيل المجلس. في 15 يوليو/تموز 2003، قدم نيل طلباً برفض الدعوى، بحجة أن القرار القضائي يتطلب من المحكمة تفسير العقيدة الدينية. حصلت الموافقة على الاقتراح في 29 سبتمبر 2003. استُؤنفت القضية أمام المحكمة العليا في مونتانا عام ٢٠٠٤، وصدر قرارها في ١٥ فبراير ٢٠٠٥: "يتمحور هذا النزاع حول قضيتين أساسيتين: تشكيل المجلس، وصلاحيات الرئاسة فيما يتعلق بممتلكات الكنيسة... لا تملك محكمة المقاطعة صلاحية تعيين خليفة لأي منصب ديني، أو إبطال أي مطالبة به. إذا أمكن حل هاتين المسألتين على أسس دنيوية بحتة، فيمكن لمحكمة المقاطعة تطبيق قانون الشركات، وقانون الملكية، وقانون المسؤولية التقصيرية في الفصل في موضوع تحول المجلس ومطالبات أخرى ضد نيل." أُعيدت القضية إلى المحكمة الابتدائية لمواصلة الإجراءات.

## الاستشهادات
1. ↑  Smith 2000.
2. 1 2 3 4 5 6 7 8 9 10 11 12  Balch 1997، صفحة 271.
3. ↑  Warburg 2006، صفحة 206.
4. ↑  Balch 1997، صفحة 280.
5. ↑  Rabbani 1992، صفحات 28–30.
6. ↑  Smith 2000، صفحة 292.
7. 1 2  Hyslop 2004.
8. 1 2  Balch 1997، صفحة 272.
9. ↑  Balch 1997، صفحة 270.
10. ↑  Balch 1997، صفحة 269.
11. ↑  Shermer 1999.
12. 1 2  Balch 1997، صفحة 273.
13. 1 2 3  Balch 1997، صفحة 277.
14. ↑  "Doomsday is upon us, group claims"، The Florida Times-Union، 29 أبريل 1980
15. 1 2  Balch 1997، صفحة 278.
16. 1 2  Balch 1997، صفحة 275.
17. ↑  Balch 1983، صفحة 132.
18. ↑  Balch 1983، صفحة 138.
19. ↑  Balch 1997، صفحات 271,280.
20. ↑  "Baháʼí Faith Center". Harvard University, Committee on the Study of Religion. مؤرشف من الأصل في 2007-09-27. اطلع عليه بتاريخ 2007-08-19.
21. ↑  "Mapping Religious Diversity in Montana (2003)". Harvard University, Committee on the Study of Religion. مؤرشف من الأصل في 2007-09-27. اطلع عليه بتاريخ 2007-08-19.
22. ↑  Balch 1997، صفحة 282، Note 6.
23. ↑  Balch 1997، صفحة 282، Note 5.
24. 1 2 3 4 5 6 7  Opinion/Order, Montana Supreme Court, 2/15/2005 Case No. 04-214. Cases are accessible online at State Law Library of Montana نسخة محفوظة 2009-04-02 على موقع واي باك مشين.
25. ↑  Millennium, messiahs, and mayhem : contemporary apocalyptic movements. Robbins, Thomas, 1943-, Palmer, Susan J. New York: Routledge. 1997. ص. 78. ISBN:0-415-91648-8. OCLC:36727121.{{استشهاد بكتاب}}:  صيانة الاستشهاد: آخرون (link)
26. ↑  Appellant Brief, p. 8, 4/23/2004. Respondent Brief, p. 9, 5/21/2004. Montana Supreme Court, Case No. 04-214. Cases are accessible online at State Law Library of Montana نسخة محفوظة 2009-04-02 على موقع واي باك مشين..

### مقالات صحفية
- برادلي، إيفا (24 نوفمبر 2001). "منظور بهائي للمصير الروحي". صحيفة ميسوليان
- "البهائي: محمية دير لودج" (29 يناير 1991). الميسوليان . الصفحة الأولى.
- وودز، فيكتور (23 نوفمبر 2002). "البهائيون المحليون يشاركون في الاحتفال بالعهد" . الميسوليان .
- "وفاة زعيم البهائيين المحليين عن عمر يناهز 81 عامًا". 8 أغسطس 1996. ميسوليان ص. ب2.
- "حمى الألفية" (17 يوليو 1997). ميسولا المستقلة. الصفحة الأولى.
- "معبد حزقيال في مونتانا!" (9 فبراير 1991). مونتانا ستاندرد. الصفحة الأولى.
- محكمة الاستئناف الفيدرالية تحكم لصالح جماعة بهائية منشقة ( 25 نوفمبر 2010). شيكاغو تريبيون

## قراءة إضافية
- Johnson، Vernon (2020). Baha'is in Exile: An Account of followers of Baha'u'llah outside the mainstream Baha'i religion. Pittsburgh, PA: RoseDog Books. ISBN:978-1-6453-0574-3.
- Balch، Robert W. (1997) [Republished 2000]. "Fifteen Years of Failed Prophecy: Coping with Cognitive Dissonance in a Baha'i Sect". في Stone، Jon R. (المحرر). Expecting Armageddon: Essential Readings in Failed Prophecy. New York: Routledge. ص. 269–282. ISBN:0-415-92331-X. مؤرشف من الأصل في 2024-11-30.

## روابط خارجية
- ليلاند جينسن على موقع فايند أغريف